# Chengdu J-10
Il Chengdu J-10 (tradizionale: 殲十, semplificato: 歼十, pinyin: Jiān Shí, che significa "Annichilatore (caccia) Dieci") è un caccia multiruolo di quarta generazione prodotto dall'azienda cinese Chengdu Aircraft Industry Group (CAC).
Conosciuto in occidente come "Vigorous Dragon" (Drago Vigoroso), il J-10 deriva dal precedente Chengdu J-9 (un progetto poi cancellato) e gode, oltre degli studi di progettazione nazionali, di molte componenti frutto di collaborazioni con l'estero.

## Storia del progetto
La realizzazione del velivolo prese l'avvio alla metà degli anni '80. L'esistenza del nuovo caccia cinese venne però scoperta solo quando un satellite spia americano fotografò alcuni prototipi presso il centro di sviluppo della Chengdu nel 1994 durante i primi test di volo. Vi furono poi notizie frammentarie circa le specifiche del velivolo finché il governo cinese non autorizzò il rilascio delle prime immagini ufficiali nel 2007, tre anni dopo la messa in servizio del mezzo. Ne è prevista la messa in linea di 300-400 esemplari.
A dicembre 2021, il governo pakistano aveva annunciato che la Fi'saia Pakistana, aveva ordinato 36 J-10CE, con consegne previste per il 23 marzo 2022, giornata della Parata della Difesa. A febbraio 2022, l'ordine ha avuto conferma, in quanto due J-10 con insegne pakistane sono stati fotografati in Cina, facendo di questa nazione il primo cliente estero dell'aereo. 
Agli inizi del marzo successivo, il giorno 11, i primi 6 esemplari sono stati immessi in servizio dall'Aeronautica pakistana.

## Tecnica
Il disegno del mezzo è molto somigliante al progetto LAVI abbandonato dagli israeliani nel 1987, ma non a quello russo del MiG 1.44 che è posteriore.
Lo schema alare è a delta, simile a quello del Typhoon,con alette canard supplementari, mentre la propulsione è affidata ad un unico motore, un turbofan di origine russa Saturn AL-31FN. Il sistema di controllo del volo è del tipo fly by wire, mentre il cockpit è dotato di HUD e schermi multifunzione. Attualmente il velivolo monta un sistema radar Phazotron Zhuk rimpicciolito, ma si tratta di una soluzione provvisoria. Il caccia dispone di 11 punti d'attacco per carichi esterni, di cui sei subalari e cinque in fusoliera. È previsto che possa impiegare tutte le armi aria-aria e aria-superficie in dotazione alla PLAAF.

## Impiego operativo
Il J-10 è stato realizzato per avere un caccia adeguato ad opporsi agli F-16 e ai i modelli AIDC in adotazione alla Chung-Hua Min-Kuo K'ung-Chün.
Durante il conflitto Indo-Pakistano del 2025 l'aviazione pakistana ha sostenuto che il J-10C sarebbe stato protagonista dell'abbattimento di almeno 1 caccia Rafale indiano in territorio indiano mediante l'utilizzo del missile cinese a lungo raggio PL-15. L'Aviazione Indiana non ha smentito l'informazione. 

## Versioni
J-10A
versione base monoposto multiruolo. La designazione per l'esportazione è F-10A.
J-10S
versione biposto da addestramento, guerra elettronica (EW), attacco al suolo, ed altro.
J-10B
sviluppo della versione J-10A, dotata di motore a controllo di spinta vettoriale, prese d'aria DSI stealth, maggior numero di punti d'attacco, radar AESA, ed altro. Entrato in servizio operativo nel 2007;
FC-20
versione da esportazione del J-10 per il Pakistan.
J-10D/J-10CY
versione dotata di spina dorsale e priva di cannone, probabilmente destinata all'attività sperimentale, oppure per equipaggiare una pattuglia acrobatica.

## Utilizzatori
Cina
- Zhongguo Renmin Jiefangjun Kongjun

265 esemplari ordinati, 246 J-10A/B/S in servizio al maggio 2018
- Zhōngguó Rénmín Jiěfàngjūn Hǎijūn Hángkōngbīng

 Pakistan
- Fi'saia Pakistana

25 J-10CE ordinati a dicembre 2021, con consegne previste per il 23 marzo 2022, giornata della Parata della Difesa. I primi 6 J-10CE sono stati immessi in servizio l'11 marzo 2022. Ulteriori 6 J-10CE consegnati il 30 agosto 2022.

## Velivoli comparabili
Francia
- Dassault Rafale

 Svezia
- Saab JAS 39 Gripen

 Unione europea
- Eurofighter Typhoon

 Pakistan
- Joint Fighter JF-17 Thunder